# ЄрАЗ-762
ЄрАЗ-762 (762A, 762Б, 762B) — розвізний фургон, що випускався Єреванським автомобільним заводом з 1967 по 1996 рік на платформі ГАЗ-21 «Волга».

## Історія

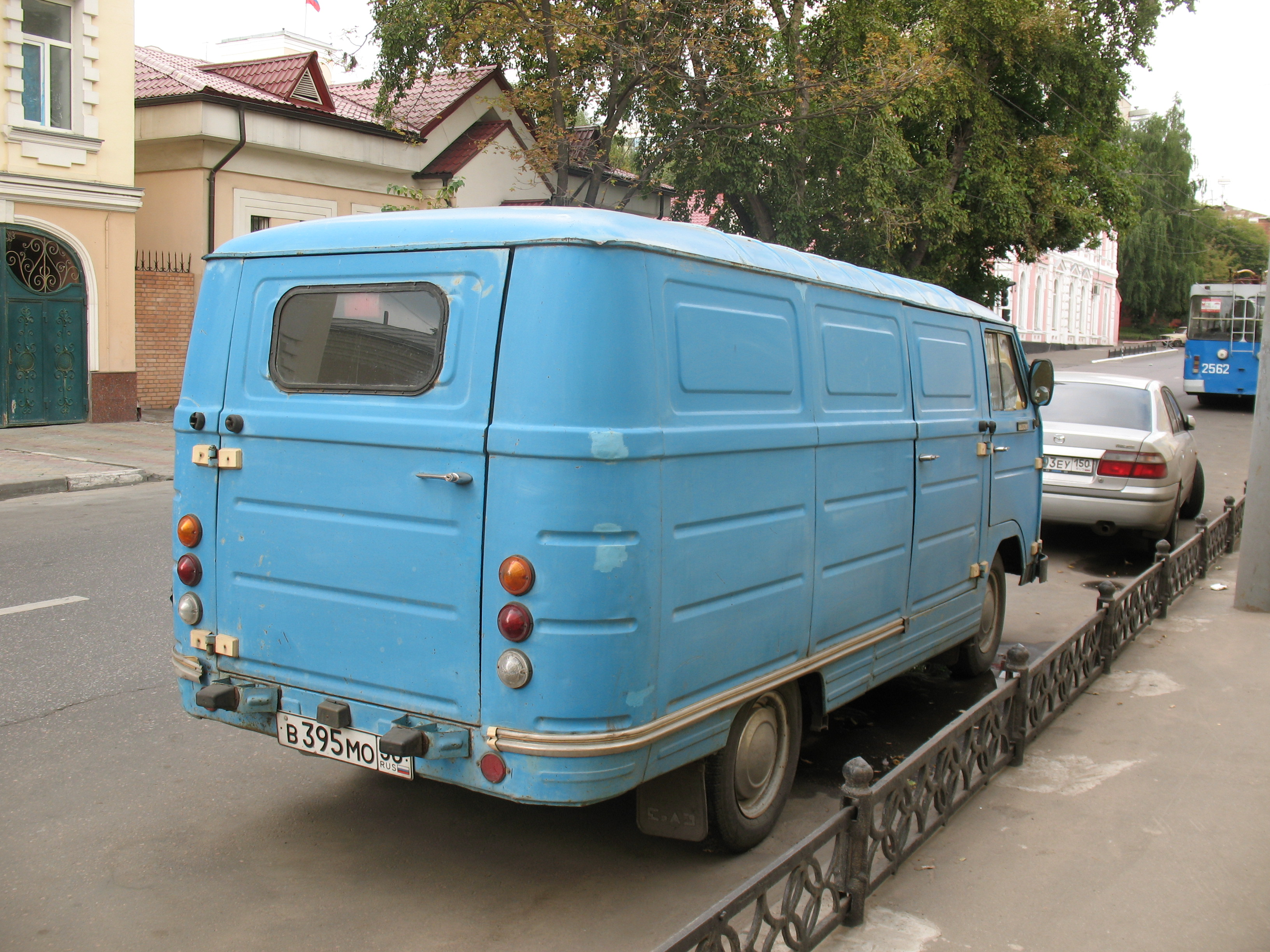
ЄрАЗ-762

Перша партія 1-тонних фургонів РАФ-977К була виготовлена «Ризькою автобусною фабрикою» в 1962 році на основі мікроавтобуса РАФ-977Д «Латвія». Обмежені виробничі потужності РАФу не дозволили тоді розгорнути їх серійне виробництво, і модель передали на ЄрАЗ, де в 1967 році почався випуск суцільнометалевих фургонів ЄрАЗ-762 вантажопідйомністю 800 кг, аналогічних РАФ-977К.
Модель, історично належить до 50-х років, вироблялася в Єревані аж до 1996 року, незважаючи на свою архаїчність.

## Конструкція
Кузов - закритий, суцільнометалевий, вагонного типу, чотиридверний. У вантажному відсіку одні бічні і одні задні одностулкові двері.

## Модифікації
- ЄрАЗ-762 (1966-1971)
- ЄрАЗ-762А (1971-1976)
- ЄрАЗ-762Б (1976-1981)
- ЄрАЗ-762В (1981-1996)
- ЄрАЗ-762ВГП (1988-1996) - п'ятимісний фургон
- ЄрАЗ-762ВДП (1992-1996) - п'ятимісний пікап
- ЄрАЗ-762Р - рефрижератор

## Конкуренти
- Żuk
- УАЗ-451